# 小山寛蔵
小山 寛蔵（おやま かんぞう、1882年3月3日 - 1929年12月28日）は、日本の政治家。衆議院議員（1期）。

## 経歴
広島県出身。東京法学院（のち東京法学院大学を経て、現在の中央大学）で学ぶ。広島県議、庄原町(現・庄原市)長、同農会長、比婆郡自治教育会長、同郡有財産林組合長、広島県土地収用審査委員、広島地方森林会議員、山陽製鉄(株)高野山工場長、東城製鉄(株)取締役兼工場長、京都西陣織物同業組合調査部長となる。
1928年の第16回衆議院議員総選挙において広島3区(当時)から立憲政友会公認で立候補して当選した。衆議院議員を1期務めたが、1929年12月、在職中に死去した。